# Ted – För kärlekens skull
Ted – För kärlekens skull är en svensk dramafilm i regi av Hannes Holm som hade premiär den 3 januari 2018. Filmen som är producerad av Stella Nova Film är en biografifilm om Ted Gärdestad och täcker hans liv från genombrottet på 1970-talet fram till återkomsten på 1990-talet. I huvudrollerna ses Adam Pålsson och Peter Viitanen.

## Om filmen
Från början var Peter Birro medtagen som manusförfattare till filmen, men denne drog sig ur sedan han ansåg att manuset skrevs om för mycket av Holm.
Enligt Gärdestads dotter, Sara Zacharias, var flera av hans anhöriga starkt kritiska till filmen och försökte utan framgång stoppa inspelningen. Dock hade flera andra av Ted Gärdestads anhöriga godkänt filmen. Hans bror Kenneth Gärdestad var involverad i skapandet av filmen och uttryckte sig vara mycket nöjd med den.
Filmen hade en succéartad premiär. Efter fem dagar hade filmen setts av över 135 000 personer. Den 8 januari 2018 gick Ted – För kärlekens skull in som etta på biotoppen.
Den 5 januari släpptes filmmusiken med Adam Pålsson på sång. Albumet heter "Ted - För kärlekens skull (Musiken från filmen)" och innehåller 14 låtar från filmen.

## Rollista i urval
| Adam Pålsson            | – Ted Gärdestad            |
| Peter Viitanen          | – Kenneth Gärdestad        |
| Jonas Karlsson          | – Stikkan Anderson         |
| Johan Hedenberg         | – Arne Gärdestad           |
| Maria Kulle             | – Margit Gärdestad         |
| Happy Jankell           | – Lotta Ramel              |
| Hanna Alström           | – Ann Zacharias            |
| Gustav Orvefors         | – Janne Schaffer           |
| Tove Edfeldt            | – Kicki Gärdestad          |
| Angelina Håkansson      | – Anni-Frid Lyngstad       |
| Amanda Gylling          | – Agneta Fältskog          |
| Edvin Bredefeldt        | – Benny Andersson          |
| Jonas Bane              | – Björn Ulvaeus            |
| Dan Johansson           | – Povel Ramel              |
| Lotta Ramel             | – Susanna Ramel            |
| Kristoffer Veiersted    | – Finn Kalvik              |
| Ludvig Lindblom         | – Björn Borg               |
| Mikaela Ardai Jennefors | – Helena Anliot            |
| Niklas Strömstedt       | – Bo Strömstedt            |
| Jonatan Rodriguez       | – Ted Gärdestads inre röst |

## Produktion
Den 29 september 2016 uppgav Dagens Nyheter att huvudrollen som Ted Gärdestad hade gått till Adam Pålsson.
Inspelningen inleddes i februari 2017. Filmen spelades in i Trollhättan, Göteborg, Stockholm och Tanumshede (som fick föreställa Oregon i USA).